# مياومة

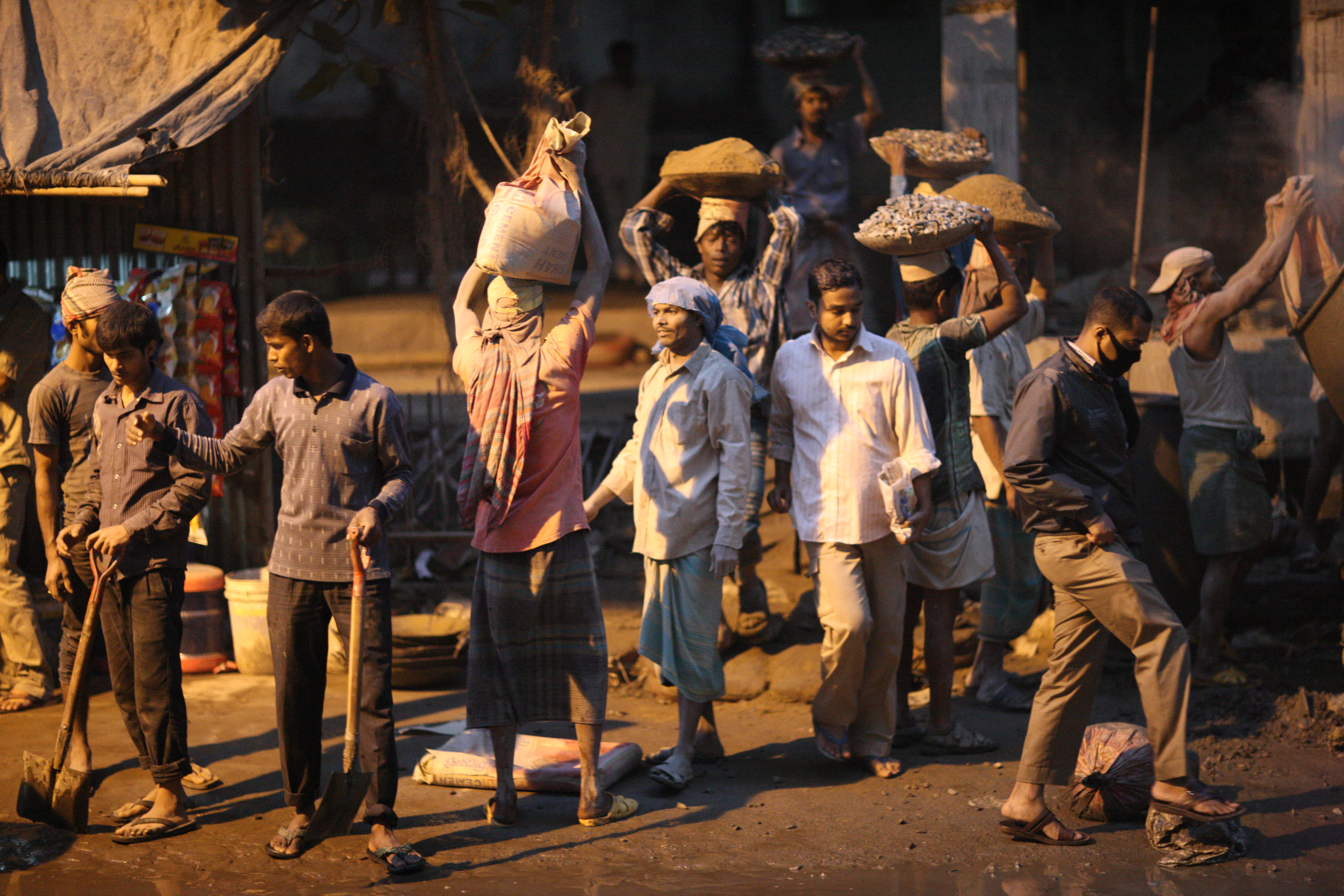
مُياومو بناء في بنغلادِش.

المُياومة هو العمل الذي يُعين فيه العامل ويُدفع أجره في يوم واحد في كل مرة مع عدم وجود وعد بتوفير المزيد من العمل في المستقبل. إنه شكل من أشكال العمل المؤقت. يُسمى هذا العامل مُياوِمًا.